# Dentaliida
Dentaliida là một trong hai bộ của động vật thân mềm Scaphopoda. Bộ Dentaliida chứa hầu hết các loài Scaphopoda, và được phân biệt với một bộ khác là (bộ Gadilida) bằng hình dạng của vỏ (vỏ Dentaliida thuôn nhọn, đồng đều từ trước ra sau; các loài Gadilida có vỏ trước mở ra nhỏ hơn một chút so với điểm rộng nhất của vỏ), hình dạng của chân (chân Dentaliida có hình thuyền với rãnh trung tâm; chân Gadilida có hình sao), và sự sắp xếp của một số cơ quan nội tạng của chúng.

## Các họ
- Anulidentaliidae
- Calliodentaliidae
- Dentaliidae
- Fustiariidae
- Gadilinidae
- Laevidentaliidae
- Omniglyptidae
- Rhabdidae